# یواس‌اس کاتلس (اس‌اس-۴۷۸)
یواس‌اس کاتلس (اس‌اس-۴۷۸) (به انگلیسی: USS Cutlass (SS-478)) یک زیردریایی است که طول آن ۳۱۱ فوت ۸ اینچ (۹۵٫۰۰ متر) می‌باشد. این زیردریایی در سال ۱۹۴۴ ساخته شد.